# Mimas bimarginalis
Mimas bimarginalis är en fjärilsart som beskrevs av Gillmer 1916. Mimas bimarginalis ingår i släktet Mimas och familjen svärmare. Inga underarter finns listade i Catalogue of Life.